# Atargatis Corona
Atargatis Corona est une corona, formation géologique en forme de couronne, située sur la planète Vénus par -8° S et 8,6° E. Elle est localisée dans le quadrangle d'Alpha Regio. Elle a été nommée en référence à Atargatis, déesse Hittite de la fertilité. 

## Géographie et géologie
Atargatis Corona couvre une surface circulaire d'environ 360 km de diamètre. 